# Layered Service Provider
Layered Service Provider (LSP) è un DLL che usa le API di WinSock per inserire se stesso nello stack del protocollo TCP/IP. è possibile scrivere un service provider e installarlo nella path di winsock. Cosicché l'utente usi i servizi sottostanti tramite il provider scritto. In tal modo esso potrà intercettare e modificare il traffico della rete. Questo meccanismo veniva sfruttato dai malware e antivirus. Infatti l'uso di LSP è decaduto da Window Server 2012.